# Style Network
Esquire Network bio je televizijski specijalizirani kanal. Dio je grupacije NBCUniversal čije je sjedište u Los Angelesu. Kao i setrinski kanal, E! Entertainment TV, te kanali NBCSN i Golf Channel, koji su prisutni samo u SAD-u, obrađuje teme iz točno određenog područja.
Esquire Network emitira lifestyle sadržaje čija je tema uglavnom moda, dizajn i uređenje interijera.
U Hrvatskoj se emitira verzija za Europu, Bliski Istok i Afriku. Kanal je prisutan u MAXtv-u i lokaliziran je na hrvatski jezik.